# بنای باغ مزار
بنای باغ مزار مربوط به سدهٔ ۷ ه.ق است و در گرمه، داخل شهر واقع شده و این اثر در تاریخ ۱۶ خرداد ۱۳۵۶ با شمارهٔ ثبت ۱۳۸۰ به‌عنوان یکی از آثار ملی ایران به ثبت رسیده است.